# Peter Hansen (Politiker, 1929)
Peter Hansen (* 16. Oktober 1929 in Münster) ist ein deutscher Arzt und Politiker (Bündnis 90/Die Grünen). 
Hansen legte sein Abitur 1950 in Vechta ab. Im Anschluss begann er sein Studium der Medizin und der Psychologie. Nach dem Studium begann er seine Medizinalassistentenzeit. Zwischen 1958 und 1962 war er als Assistenzarzt in der Kinderklinik in Wuppertal tätig. Im Anschluss wurde er Oberarzt im Städtischen Kinderkrankenhaus in Villingen. Im Jahr 1965 wurde Hansen Chefarzt der Kinderabteilung im St. Josef Hospital in Oberhausen-Sterkrade. Seit 1968 war er in einer Gemeinschaftspraxis in Cloppenburg als Kinderarzt tätig. 
Im Jahr 1976 begann er als aktives Mitglied der Bürgerinitiative Schutz der Umwelt in Cloppenburg. Im Anschluss daran wurde er 1981 Mitglied der Partei DIE GRÜNEN. Hansen wurde hier Mitglied des Kreisvorstandes im Jahr 1985. 

## Öffentliche Ämter
Hansen war zwischen 1981 und 1986 Ratsherr im Stadtrat der Stadt Cloppenburg. Ferner wurde er zum Mitglied des Niedersächsischen Landtages während der elften Wahlperiode vom 21. Juni 1986 bis 20. Juni 1990 gewählt. Im Landtag war er stellvertretender Vorsitzender der Landtagsfraktion DIE GRÜNEN zwischen dem 17. Juni 1987  und dem  5. Juli 1989.

## Quelle
- Barbara Simon: Abgeordnete in Niedersachsen 1946–1994. Biographisches Handbuch. Hrsg. vom Präsidenten des Niedersächsischen Landtages. Niedersächsischer Landtag, Hannover 1996, S. 139.

| Personendaten    | Personendaten                         |
| ---------------- | ------------------------------------- |
| NAME             | Hansen, Peter                         |
| KURZBESCHREIBUNG | deutscher Politiker (Die Grünen), MdL |
| GEBURTSDATUM     | 16. Oktober 1929                      |
| GEBURTSORT       | Münster                               |